# Barbareño

Mapa ukazující rozšíření čumašských jazyků, barbareño je ve středu, vyznačeno fialovou barvou.

Barbareño (nebo též ineseño, šmuwič nebo samala) byl indiánský jazyk. Používal ho indiánský kmen Čumašů v jižní Kalifornii, v oblastech Santa Barbara a Santa Ynez. Jazyk vymřel roku 1965 se smrtí poslední mluvčí, která se jmenovala Mary Yee. Hlavním zdrojem informací o tomto jazyce je práce amerického lingvisty Johna Peabodyho Harringtona (1884–1961).
Jazyk patřil do jazykové rodiny čumašské jazyky a do podrodiny jihočumašské jazyky (konkrétně do středních jihočumašských jazyků). Všechny ostatní jazyky z této rodiny už vymřely, tento byl poslední, ale v poslední době probíhá snaho o oživení tohoto jazyka. Na základě prací Harringtona vznikl slovník a někteří lidé se začali jazyk učit. Tento obnovený jazyk není nazýván barbareño, ale samala.